# Франтішек Плодр
Франтішек Плодр (чеськ. František Plodr, 28 серпня 1896, Жижков — 1957) — чехословацький футболіст, що грав на позиції півзахисника. Відомий виступами у складі клубів «Вікторія» (Жижков) і «Славія» (Прага), а також національної збірної Чехословаччини.

## Клубна кар'єра
З 1917 року виступав у складі клубу «Вікторія» (Жижков). Клуб переживав важкі воєнні і післявоєнні роки. Плодр став одним з тих, навколо кого будувалась нова команда, разом з такими гравцями як: Рудольф Клапка, Еміл Сейферт, а також Ярослав Мисік, Карел Стейнер і Антонін Бребурда, що були лідерами довоєнного періоду. Перші два чемпіонати незалежної Чехословаччини (турнір носив назву Середньочеська ліга) 1918 і 1919 років «Вікторія» завершила на четвертих місцях. В 1920 році команда була третьою, але в 1921 знову опустилась на четверте. Більш вдало клуб виступав у Середньочеському кубку, де три роки поспіль виходив у фінал. Всі три рази команда грала з непереможною «Залізною Спартою», як називали празьку «Спарту» в ті часи. Фінали 1919 і 1920 років «Вікторія» програла з рахунком 0:2 і 1:5 відповідно, але виграла розіграш 1921 року. Щоправда, фінал не відбувся вчасно і був зіграний в 1922 році, коли Плодра вже не було в команді.
В 1922 році Франтішек разом з Емілом Сейфертом приєднався до празької «Славії». В новій команді зумів закріпитись в основі, граючи на звичній позиції півзахисника. В 1922 і 1923 роках в чемпіонаті все ще домінувала «Спарта», а «Славія» обидва рази була другою. Восени 1922 року «Славія» взяла реванш у «Спарти», перемігши в півфіналі Середньочеського кубка 1922 року. Для визначення переможця командам довелося зіграти три рази. Перший матч завершився внічию 2:2, другий був перерваний за рахунку 0:0 через складні погодні умови, і лише в дограванні «Славія» перемогла з рахунком 1:0. До слова, в чвертьфіналі новий клуб Плодра обіграв колишній — «Вікторію». Той матч також не вдалося зіграти за один раз, адже гру було призупинено за рахунку 3:1 на 67-й хвилині. Футболісти «Вікторії» були незадоволенні рішенням арбітра Франтішека Цейнара призначити пенальті за рахунку 2:1 на користь «Славії». Після реалізації пенальті суддя вилучив з поля кількох футболістів, які продовжували сперечатися, і зупинив гру. Решту 23 хвилини були зіграні пізніше, під час яких «Славія» забила ще один гол, після цього команди провели товариську гру 2х30 хв. Через затяжні чвертьфінал і півфінал, фінальний поєдинок був перенесений на наступний рік. У вирішальному матчі «Славія» з Плодром у складі обіграла клуб «Чехія Карлін» з рахунком 3:2 і здобула свій перший трофей з 1918 року. Формально матч відбувся в 1923 році, але це був розіграш 1922. У розіграші 1923 року «Славія» дійшла до фіналу, де зіграла зі «Спартою» і програла з рахунком 1:3.
Наприкінці 1923 року «Славія» відправилась у Іспанію, де зустрічалась з лідерами місцевого футболу. Команда перемогла з рахунком 9:2 і зіграла внічию 4:4 з «Атлетіком» (Більбао), а також обмінялась перемогами з «Барселоною» — 0:1 і 3:2. Плодр зіграв в усіх чотирьох перелічених матчах.
В чемпіонаті 1924 року «Славія» в особистій зустрічі нарешті перемогла головного конкурента «Спарту» з рахунком 2:1. Але турнір не був завершений, адже футбольна спільнота Чехословаччини вирішила заснувати професійну футбольну лігу. На момент зупинки турніру команди провели різну кількість матчів. «Славія» лідирувала в таблиці, випереджаючи на одне очко Вікторію (Жижков), хоча й зіграла на один матч більше.
У першому професіональному чемпіонаті Чехословаччини 1925 десять команд зіграли турнір в одне коло, хоча спочатку планувався повноцінний турнір, але відбулась чергова зміна регламенту з переходом на систему осінь-весна. Боротьбу за титул традиційно вели «Славія» і «Спарта», які мали зустрітись наприкінці турніру. В очній зустрічі конкурентів «Славія» зазнала єдиної поразки в сезоні — 0:2. «Спарта» наздогнала суперника за втраченими очками, але «Славія» зберігала значну перевагу за різницею м'ячів. Майже всі матчі чемпіонату були зіграні до кінця червня, але оголошення чемпіона довелось відкласти аж до листопада, коли «Спарта» проводила перенесений поєдинок з «Вршовіце». В перенесеній грі «Спарту» влаштовував лише виграш з двозначним рахунком. Перемогти вдалось зі скромним рахунком 3:2, що зробило «Славію» першим чемпіоном професіональної ліги Чехословаччини. Плодр зіграв сім матчів з дев'яти, виступаючи в півзахисті з Гліняком і Плетихою. Серед провідних гравців клубу можна відзначити захисника Сейферта, нападників Слоупа-Штапла, Ваніка і Сильного.
В наступному сезоні 1925-26 «Славія» стала другою в чемпіонаті, а Плодр продовжував стабільно грати у основі. В чемпіонаті 1927 року Франтішек уже грав нерегулярно і залишив команду після його завершення.
Також є дані про виступи Плодра в складі «Спарти» (Прага). Він не грав за цей клуб у чемпіонаті, але є згадка про його участь у фіналі Середньочеського кубка 1928 між «Спартою» і «Славією», що відбувся 2 грудня. В цьому матчі за «Спарту» не могли зіграти півзахисники Коленатий і Пешек, тому в основу потрапив Плодр. Матч закінчився нічиєю 1:1. Перегравання, а потім і друге перегравання відбулися без Франтішека уже в наступному році і принесло, зрештою, перемогу «Славії».
Плодр був другом актора Власти Буріана, який трохи пограв за «Вікторію» на позиції воротаря в 1917 році. Буріан залучив товариша до свого театру, де той отримував другорядні ролі. З 1926 по 1946 рік зіграв епізодичні ролі в 8 фільмах. Мабуть, найбільшим з його епізодів був персонаж Франтіка Кроужила у фільмі «Діти на замовлення» (1938), який зняв актор і режисер Ченек Шлегль.

## Виступи за збірну
В складі національної збірної Чехословаччини дебютував в жовтні 1921 року в товариському матчі проти збірної Югославії (6:1). Зіграв у півзахисті з партнером по «Вікторії» Сейфертом і Пешеком зі «Спарти». За кілька тижнів зіграв проти збірної Швеції (2:2). Грав на позиції правого нападника, а в півзахисті виступала класична трійка «Спарти» Коленатий-Пешек-Пернер. Ще два матчі за збірну зіграв в 1922 році проти Італії (1:1) і Югославії (3:4). У матчі в Загребі забив гол, зробивши рахунок 3:0 на користь своєї команди, але потім команда розслабилась і дала можливість супернику відігратись і вирвати перемогу. Ще два поєдинки Плодр зіграв за збірну в 1926 році. 

## Статистика виступів

### Статистика виступів за збірну
| Дата       | Місто  | Господарі      | Результат | Гості          | Турнір           | Голи | Примітки |
| ---------- | ------ | -------------- | --------- | -------------- | ---------------- | ---- | -------- |
| 28/10/1921 | Прага  | Чехословаччина | 6 – 1     | Югославія      | товариський матч | -    |          |
| 13/11/1921 | Прага  | Чехословаччина | 2 – 2     | Швеція         | товариський матч | -    |          |
| 26/02/1922 | Мілан  | Італія         | 1 – 1     | Чехословаччина | товариський матч | -    |          |
| 28/06/1922 | Загреб | Югославія      | 4 – 3     | Чехословаччина | товариський матч | 1    |          |
| 24/05/1925 | Прага  | Чехословаччина | 3 – 1     | Австрія        | товариський матч | -    |          |
| 14/03/1926 | Відень | Австрія        | 2 – 0     | Чехословаччина | товариський матч | -    | 46'      |
| Усього     |        | Матчів         | 6         |                | Голів            | 1    |          |

## Титули і досягнення
- Чемпіон Чехословаччини (1):

«Славія»: 1925
- Володар Середньочеського кубка (1):

«Славія»: 1922